# 喬納斯·溫格高
喬納斯·溫格高·拉斯穆森（丹麥語：Jonas Vingegaard Rasmussen，1996年12月10日—）是一名丹麦自行车手，效力于珍宝-维斯玛车队，2022年和2023年环法自行车赛总冠军得主。

## 生平
溫格高於2016年签约丹麦车队ColoQuick成爲職業車手，同时在鱼类加工厂兼职打工。后于2019年加入珍宝-维斯玛车队。在2021年环法自行车赛上，车队主将普里莫日·羅格里奇多次摔车，于第9赛段前弃赛，先前担任辅助的溫格高临时补成主将，最终获得当届亚军。
在2022年环法自行车赛上，他在第11赛段格拉农山口的爬坡之战中一举击败当时黄衫保有者塔德伊·波加薩爾，以2分钟多的优势穿上黄衫，并一直保持到赛事结束，成为继比耶·里斯后第二位赢得环法总冠军的丹麦车手。丹麦出动2架F-16戰鬥機护送他回国，并在哥本哈根市政廳廣場前为其举办了盛大的庆祝仪式。
Jonas Vingegaard 在2023年環法自行車賽上，衛冕成功，擊敗了 Tadej Pogacar (UAE Team Emirates)，繼續把黃衫穿回丹麥。

## 外部連結
- 喬納斯·溫格高在UCI（英语）
- 喬納斯·溫格高在Cycling Archives（英语）
- 喬納斯·溫格高在ProCyclingStats（英语）
- 喬納斯·溫格高在Cycling Quotient（英语）
- 喬納斯·溫格高在CycleBase（英语）